# Amoreiras Gare
Amoreiras Gare is een klein dorp in de gemeente Odemira, Alentejo, Portugal. Er is een treinstation aan de lijn Lissabon - Faro. In vergelijking met veel andere dorpen in deze streek is er opvallend veel activiteit. Een relatief jonge bevolking met (kleine) bedrijfjes, drie restaurantjes en een groene camping. In mei is er jaarlijks een groot feest, het Festas de Maio. 